# Сёрфер (фильм, 2024)
«Сёрфер» (англ. The Surfer) — психологический триллер режиссёра Лоркана Финнегана по сценарию Томаса Мартина. Главные роли исполнили Николас Кейдж и Джулиан Макмэхон.
Премьера фильма состоялась в разделе «Полуночные показы» на 77-м Каннском кинофестивале 18 мая 2024 года
В мае 2025 года фильм вышел в российском прокате.

## Сюжет
Прожив много лет в США главный герой возвращается в Австралию. На глазах у сына-подростка подвергается унижению со стороны местной банды сёрферов, претендующих на владение уединённым пляжем его детства. Раненый Сёрфер решает остаться на пляже, объявив войну тем, кто контролирует бухту, но по мере эскалации их конфликт выходит из-под контроля, и Сёрфер оказывается на грани помешательства.

## В ролях
- Николас Кейдж[7][8]— Сёрфер
- Джулиан Макмэхон — Скалли, лидер группировки местных сёрферов
- Николас Кассим — бездомный
- Миранда Тапселл[англ.]— фотограф, фрилансер
- Александр Бертран[англ.]— «Питбуль», один из местных сёрферов
- Джастин Росняк[англ.]— полицейский
- Рахиль Роман — агент по недвижимости
- Адам Соллис — бариста
- Финн Литтл — сын Сёрфера
- Шарлотта Магги[англ.]— Дженни, местная девушка

## Производство
Об участии Николаса Кейджа в фильме стало известно в мае 2023 года. Фильм является совместным производством Австралии и Ирландии. Производством занимались кинокомпании Tea Shop Productions, Arenamedia, Lovely Productions и Gramercy Park Media при поддержке австрилийской компании Screenwest. В октябре и ноябре 2023 года появилась информация, что Кейдж снимается в сценах в Яллингапе. Основные съёмки завершились в декабре 2023 года.

## Отзывы и оценки
На сайте Rotten Tomatoes фильм имеет рейтинг 87 % основанный на 30 отзывах, со средней оценкой 7.3/10. На Metacritic средневзвешенная оценка составляет 68 из 100 на основе 10 рецензий.